# Wasilij Błochin
Wasilij Michajłowicz Błochin (ros. Василий Михайлович Блохин, ur. 26 grudnia 1894?/7 stycznia 1895 we wsi Gawriłowskoje, guberni włodzimierskiej, zm. 3 lutego 1955 w Moskwie) – funkcjonariusz radzieckiego aparatu bezpieczeństwa państwowego w stopniu generała majora, w latach 1923–1953 naczelnik Wydziału Komendanckiego w Zarządzie Administracyjno-Gospodarczym OGPU, następnie naczelnik tego samego wydziału w Ludowym Komisariacie Spraw Wewnętrznych (NKWD) i w Ministerstwie Bezpieczeństwa Państwowego (MGB), członek ochrony Józefa Stalina. Przyjmuje się, że w okresie od 1926 do 1953 własnoręcznie zastrzelił 10–15 tys. ludzi, choć niektórzy historycy mówią o większej liczbie ofiar Błochina (nawet 50 tys. zamordowanych). W 1940 roku rozstrzeliwał polskich jeńców wojennych w piwnicach Obwodowego Zarządu NKWD w Kalininie (obecnie Twer) jako jeden z wykonawców zbrodni katyńskiej.

## Życiorys
W dzieciństwie i młodości pracował jako pastuch, stajenny i murarz, później na roli w gospodarstwie ojca. W czasie I wojny światowej od 5 czerwca 1915 był żołnierzem w armii carskiej – młodszy podoficer w 82 pułku piechoty we Włodzimierzu i starszy podoficer 218 Gorbatowskiego Pułku Piechoty na froncie niemieckim, ranny, leczył się w szpitalu w Połocku do 29 grudnia 1917. Po rewolucji październikowej opowiedział się po stronie bolszewików, 25 października 1918 zgłosił się ochotniczo do Janowskiego Komisariatu Wojskowego w rejonie suzdalskim. Od wiosny 1921 był członkiem RKP(b) i funkcjonariuszem WCzK. Pierwszą egzekucję przeprowadził w sierpniu 1924 na Łubiance. To jemu Stalin powierzał wykonywanie wyroków szczególnej wagi. Uczestniczył w realizacji czystek politycznych z lat 1936–1938 i późniejszych, wykonując wyroki między innymi na Lwie Kamieniewie, Grigoriju Zinowjewie, Michaile Tuchaczewskim i Nikołaju Jeżowie. Błochinowi przypisuje się także zabicie pisarza Izaaka Babla. Podczas pracy w organach bezpieczeństwa 1932 zaocznie zdał egzaminy do uczelni technicznej i ukończył 3 lata wydziału budowlanego w Instytucie Podwyższania Kwalifikacji dla Pracowników Inżynieryjno-Technicznych. Od 1935 był kapitanem, od 1940 majorem bezpieczeństwa państwowego.
Po wybuchu II wojny światowej był jednym z głównych organizatorów i wykonawców zbrodni katyńskiej jako członek grupy operacyjnej, w skład której weszli także major NKWD Nikołaj Siniegubow i kombryg Michaił Kriwienko. Kierował bezpośrednio egzekucjami na polskich oficerach z obozu filtracyjno-represyjnego w Ostaszkowie, wykonując wiele wyroków osobiście. Egzekucje trwały od 5 kwietnia 1940 w budynku przy ul. Sowieckiej 2 w Kalininie (obecnie Twer). Ofiary mordu chowane były w Miednoje na terenie letniskowym kalinińskiego NKWD. Zamordowano co najmniej 6300 polskich oficerów i funkcjonariuszy Policji Państwowej i Korpusu Ochrony Pogranicza (KOP). Za udział w akcji Błochin został nagrodzony premią w wysokości miesięcznego uposażenia. W 1943 mianowany pułkownikiem, a w lipcu 1945 generałem majorem bezpieczeństwa państwowego.
Wasilij Błochin wprowadził też wiele usprawnień do pracy NKWD, m.in. zastąpił szybko nagrzewające się rewolwery Nagant niemieckimi Waltherami PP i nakazał zaadaptowanie skórzanych fartuchów używanych w rzeźniach tak, aby mundur funkcjonariusza NKWD pozostał „zawsze czysty i schludny”. Według zeznań gen. Dmitrija Tokariewa, w 1940 roku szefa Obwodowego Zarządu NKWD w Kalininie, złożonych w marcu 1991 przed rosyjskim prokuratorem Anatolijem Jabłokowem, przygotowania Błochina do rozstrzeliwania więźniów wyglądały następująco:

Jabłokow: Czy to było już w pierwszy dzień?
Tokariew: To było już w pierwszy dzień. Tak więc poszliśmy. I wówczas zobaczyłem całą tę grozę. Przyszliśmy tam. Po kilku minutach Błochin włożył swoją odzież specjalną: brązową skórzaną czapkę, długi skórzany brązowy fartuch, skórzane brązowe rękawice z mankietami powyżej łokci. Na mnie wywarło to ogromne wrażenie – zobaczyłem kata [...]

Po śmierci Józefa Stalina w 1953 roku Błochin przeszedł na emeryturę. 23 listopada 1954 roku został pozbawiony stopnia generała postanowieniem Rady Ministrów ZSRR nr 2349-1118ss jako osoba, która zdyskredytowała się w czasie pracy w organach [...] niegodna w związku z tym zaszczytnego stopnia generała. Zmarł 3 lutego 1955 roku na zawał serca (taka przyczyna zgonu jest podana w dokumentacji medycznej; według zeznań Dmitrija Tokariewa zastrzelił się). Pochowany w alei zasłużonych Cmentarza Dońskiego w centrum Moskwy, gdzie znajduje się jego okazały pomnik nagrobny ozdobiony krzyżem prawosławnym i napisem: „Wieczna pamięć”, z wizerunkiem Błochina w mundurze generalskim.

## Odznaczenia
- Order Lenina (1945)
- Order Czerwonego Sztandaru (trzykrotnie – 1940, 1944 i 1949)
- Order Czerwonego Sztandaru Pracy (1943)
- Order „Znak Honoru” (1937)
- Order Wojny Ojczyźnianej I klasy (1945)
- Order Czerwonej Gwiazdy (1936)
- Odznaka „Honorowy Funkcjonariusz Bezpieczeństwa” (dwukrotnie)